# Izvoarele (okręg Marusza)
Izvoarele – wieś w Rumunii, w okręgu Marmarosz, w gminie Cernești. W 2011 roku liczyła 48 mieszkańców.